# 青洲燈塔

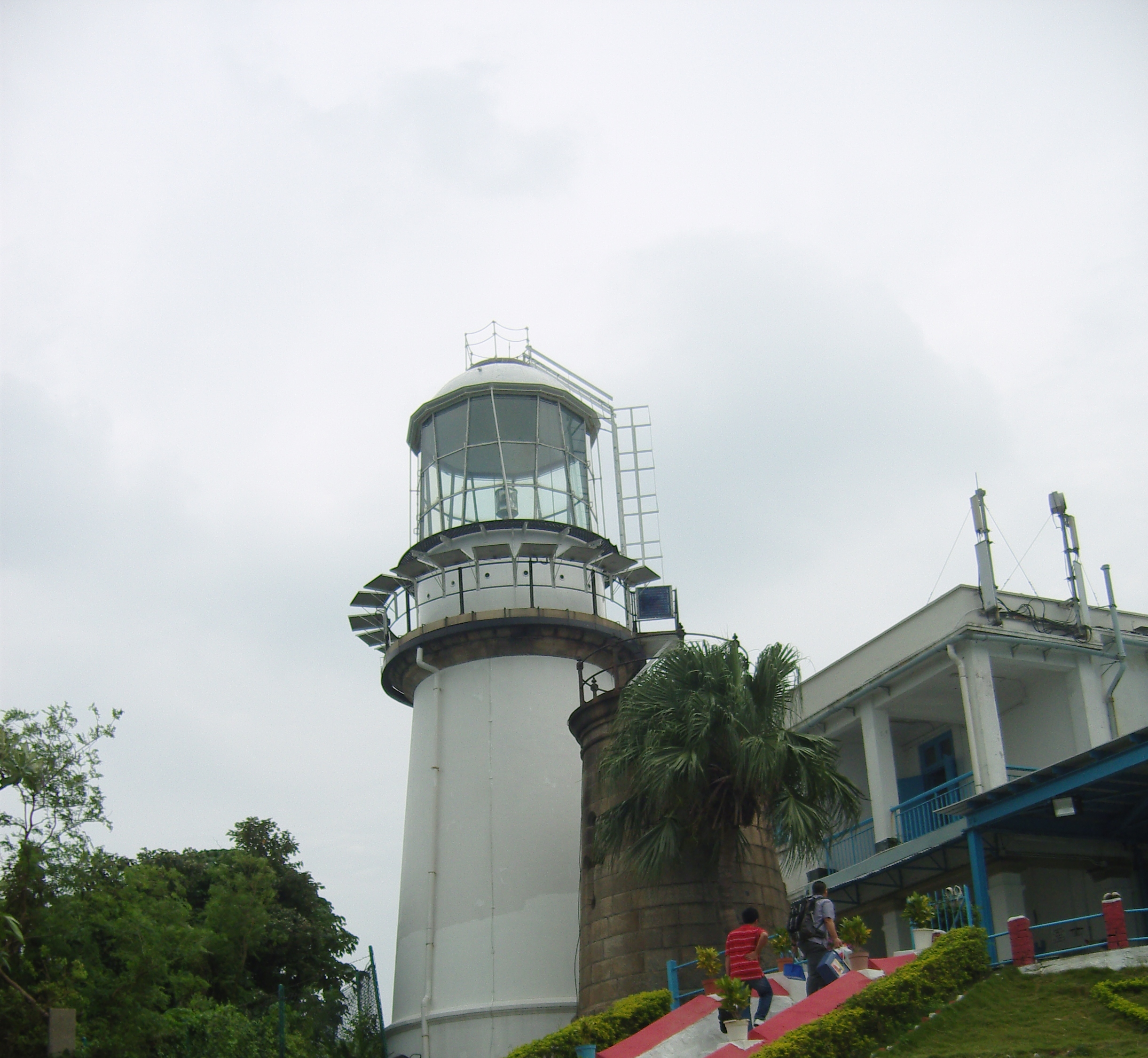
近攝青洲燈塔

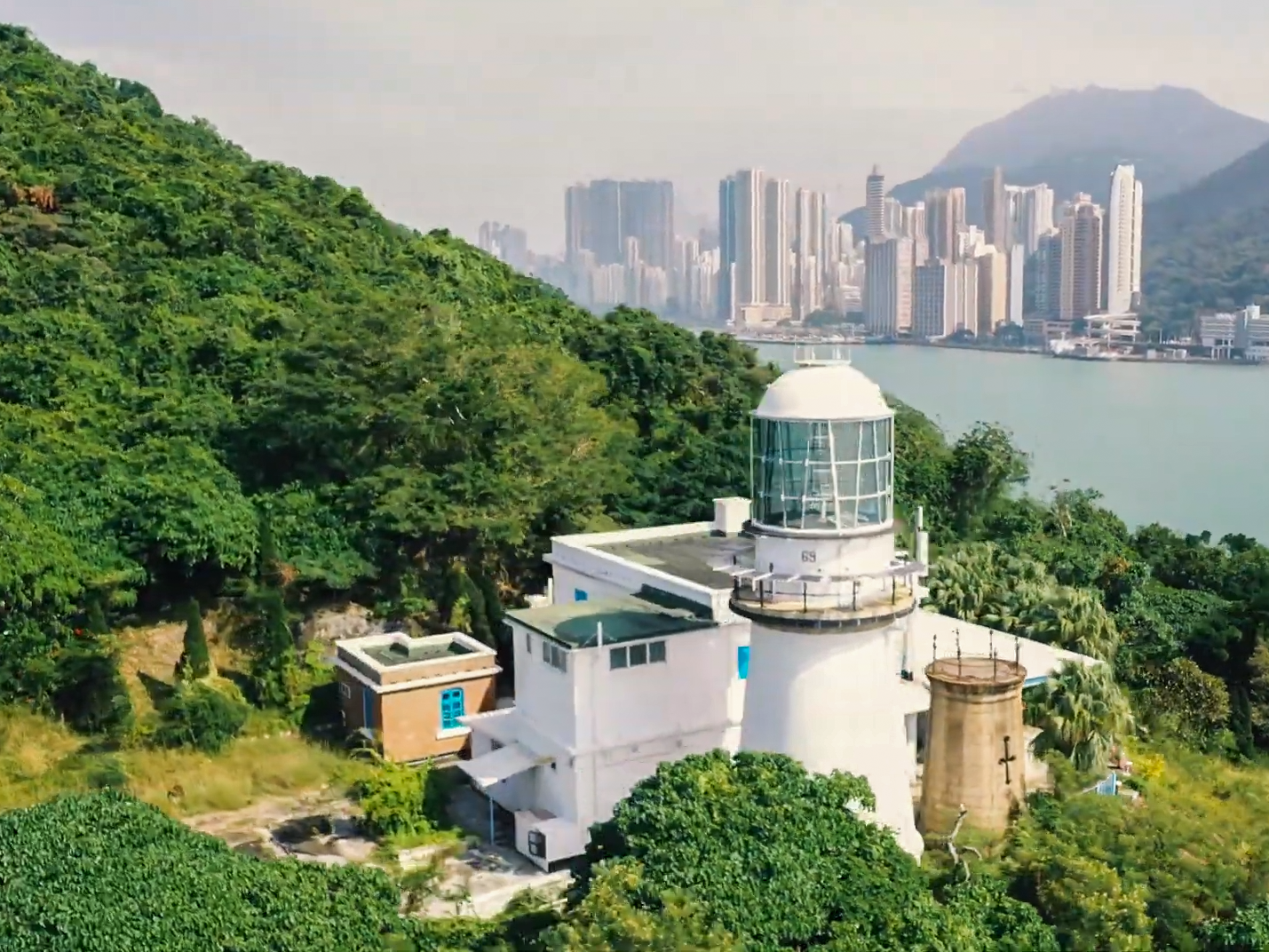
從港島望向青洲燈塔建築群

青洲燈塔（英語：Green Island Lighthouse）是香港一組燈塔，位於香港島西北方的青洲，其兩座燈塔、歐籍職員宿舍及前看守員房舍已於2008年11月7日列為法定古蹟。

## 歷史
青洲燈塔的首座燈塔在1875年7月1日啟用，為進入維多利亞港西部的船隻導航，是香港第二座燈塔（首座為鶴咀燈塔）。
1893年，港督卜力提出把已停用的鶴咀燈塔訊號燈搬到青洲燈塔使用，便在舊燈塔旁建了一座較大的新燈塔，以容納鶴咀的訊號燈。新燈塔於1904年動工，並於翌年投入運作。新燈塔高17.5米，並與舊燈塔並列，一直未有拆卸。
燈塔旁設一幢歐籍職員宿舍及紅磚屋。1970年，燈塔裝置了全面自動化設施，至今仍在運作。

## 舊燈塔
舊燈塔以花崗石建造呈細小的圓柱形，高約12米，充滿歐陸建築特色，門口沿邊飾以凸出的粗面隅石。燈塔的牆上有兩個與中古時代歐洲堡壘上的槍眼十分相似的「十」字開口，這開口供作塔內通風和透光之用。

## 新燈塔
新燈塔以花崗石和混凝土建造外型呈圓柱形，高17.5米。整座建築物外牆均髹上白漆，除使航海員易於看見之外，且有發揮隔熱和保護建築物本身的功能。螺旋型的樓梯以磚石鋪砌，並築有美觀的欄杆。入口處和窗戶的頂部，則塑造成平圓拱形，並以灰塑裝飾作為點綴。頂部則裝設一個鋼鑄訊號燈。

## 現況
由於青洲位處偏僻，一般人難以登上該島，因此香港政府於2004年將青洲前警察康樂中心租借予基督教互愛中心，用作發展青少年福音戒毒，燈塔亦由該中心職員及戒毒者打理。

## 外部連結
维基共享资源上的相關多媒體資源：青洲燈塔